# Coleophora fuscicornis
Coleophora fuscicornis là một loài bướm đêm thuộc họ Coleophoridae. Nó được tìm thấy ở Israel, Syria và Thổ Nhĩ Kỳ. Records for Đảo Anh refer to Coleophora amethystinella.
Chiều dài cánh trước là 9-10.5 mm đối với con đực and 6.5 mm đối với con cái. Con trưởng thành bay vào tháng 3 in Israel. Further north, the flighttime is probably later in the year.